# Pseudoechthistatus obliquefasciatus
Pseudoechthistatus obliquefasciatus är en skalbaggsart som beskrevs av Maurice Pic 1917. Pseudoechthistatus obliquefasciatus ingår i släktet Pseudoechthistatus och familjen långhorningar. Inga underarter finns listade i Catalogue of Life.